# کلچانوو
کلچانوو (به لهستانی:  Kleczanów) یک روستا در لهستان است که در گمینا اوبرازوو واقع شده‌است.
 کلچانوو  ۵۷۰ نفر جمعیت دارد.